# Båtstø (localitate)
Båtstø este o localitate din comuna Asker, provincia Viken, Norvegia.